# Astiphromma cordatum
Astiphromma cordatum är en stekelart som beskrevs av Dasch 1971. Astiphromma cordatum ingår i släktet Astiphromma och familjen brokparasitsteklar. Inga underarter finns listade.